# Surto de H5N1 de 2020–2023

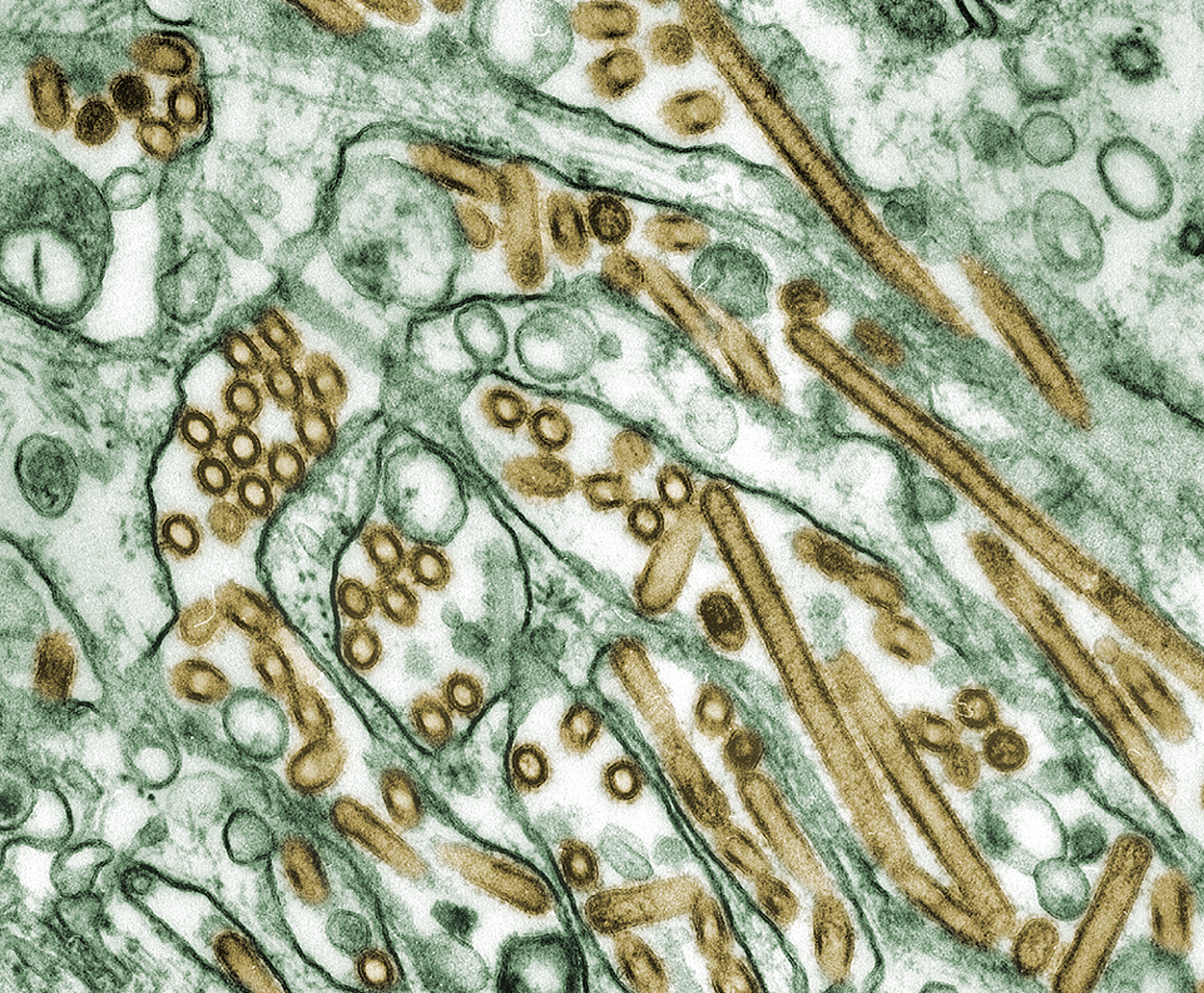
H5N1 (em amarelo) atacando as células renais caninas Madin-Darby (MDCK) (em verde)

O Surto de H5N1 de 2020–2023, também conhecido como "gripe das aves", A (H5N1) ou simplesmente H5N1, desde 2020, os casos globais de influenza aviária subtipo H5N1 têm aumentado, com casos relatados em todos os continentes em fevereiro de 2023, exceto na Austrália e Antártica.

## Linha do tempo

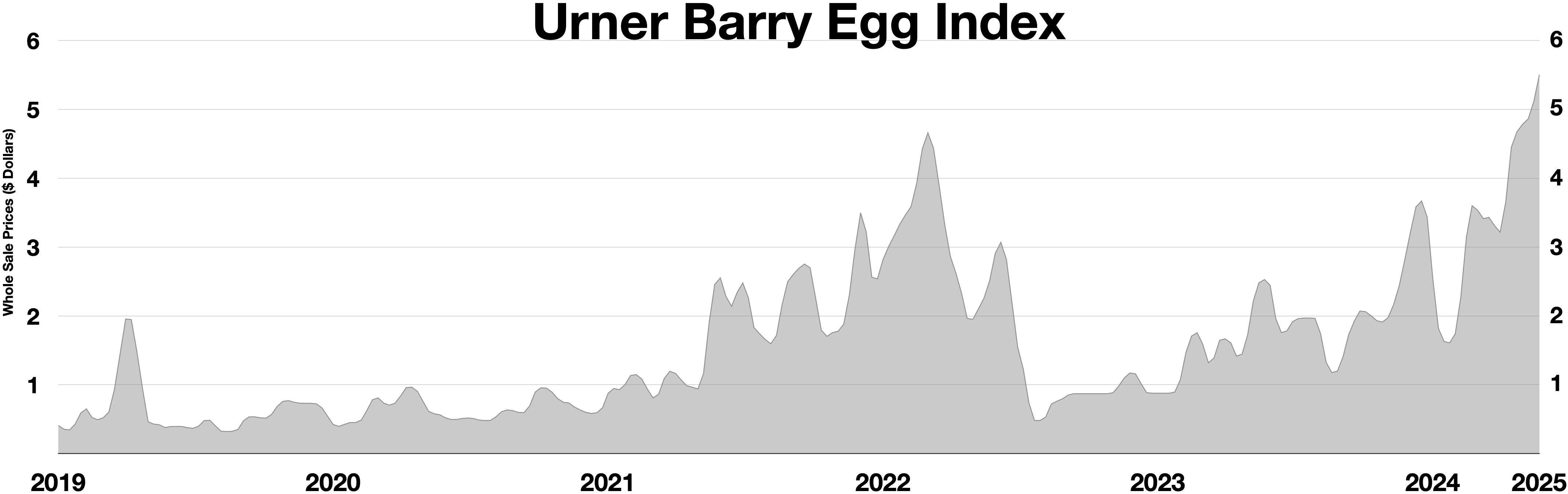
Urner Barry Egg Index

### 2020
Durante 2020, o rearranjo, a "troca" genética envolvendo a troca de DNA ou RNA, entre aves e aves, levou ao surgimento do H5N1. O vírus então se espalhou pela Europa, sendo detectado no outono, antes de se espalhar para a África e a Ásia.

### 2021
Em maio de 2021, o H5N1 foi detectado em raposas vermelhas selvagens na Holanda. Posteriormente, foi detectado em dezembro na Estônia em raposas selvagens.

### 2022
Em janeiro de 2022, foi relatada uma infecção em um homem de oitenta anos, que criava patos na Inglaterra. Também em janeiro, infecções foram relatadas nos Estados Unidos em aves selvagens. Em fevereiro, foram relatadas infecções em centros comerciais de criação de aves nos Estados Unidos, e o Peru relatou infecções em leões-marinhos. Um caso humano de H5N1 foi relatado nos EUA em abril. O vírus continuou a se espalhar ainda mais, infectando outras espécies de mamíferos. Em setembro, a Espanha relatou um caso humano; isso foi seguido por um segundo caso, em uma pessoa que trabalhava na mesma granja do primeiro. Em novembro, a China relatou um caso humano, infectado devido ao contato com aves domésticas. O indivíduo morreu de sua infecção.

### 2023

#### Camboja
Em fevereiro de 2023, o Camboja relatou a morte de uma menina devido à infecção pelo H5N1 após desenvolver sintomas em 16 de fevereiro. O pai da menina também testou positivo para o vírus. A Organização Mundial da Saúde (OMS) descreveu a situação como "preocupante" e pediu "maior vigilância". O sequenciamento posterior determinou que pelo menos um dos dois casos era de um clado H5N1 mais antigo, 2.3.2.1c, que circulou como uma cepa H5N1 comum no Camboja por muitos anos, em vez do clado 2.3.4.4b mais recente, que havia causou mortes em massa de aves desde 2020. Este clado mais antigo havia saltado para os humanos no passado, mas ainda não havia resultado em nenhuma transmissão conhecida de humano para humano.
Em 1º de março de 2023, quando Taiwan levantou seu alerta de viagem para o Camboja, a OMS e o CDC dos EUA, em conjunto com as autoridades cambojanas, determinaram que ambos os indivíduos haviam sido infectados por contato direto com aves domésticas.

#### Cone Sul
No final de fevereiro de 2023, a Argentina confirmou um caso de H5N1 em avicultura industrial, na província de Rio Negro. Como resultado, as exportações de produtos aviários foram suspensas.
Em março de 2023, o H5N1 foi detectado em populações de cisnes de pescoço preto no Santuário Natural Carlos Anwandter, Chile e Uruguai. No Uruguai, a morte de dez cisnes encontrados na localidade de Estación Tapia foi atribuída à gripe. Anteriormente, no Uruguai, dez galinhas haviam morrido por causa da gripe em El Monarca.
No final de março de 2023, o Chile detectou o H5N1 em um homem de 53 anos com sintomas graves.

#### Canadá
Em 1º de abril, um cão doméstico em Ottawa, no Canadá, testou positivo para H5N1.

#### Brasil
Em 22 de maio, o Brasil declarou uma "emergência de saúde animal" de 180 dias em resposta a oito casos de H5N1 encontrados em aves selvagens. Embora as principais regiões produtoras de aves do Brasil estejam no sul do país e as infecções tenham sido encontradas no estado do Espírito Santo, Rio de Janeiro, São Paulo, Rio Grande do Sul e Bahia, o Brasil, como o maior exportador mundial de carne de frango, criou um centro de operações de emergência para planejar e mitigar o potencial futuro disseminação do H5N1. O número de focos de gripe aviária do subtipo H5N1 no Brasil é de 30 aves, segundo a atualização no dia 08 de junho de 2023 do Ministério da Agricultura. Todos são em aves silvestres. No Brasil, não há focos de gripe aviária em aves de granja, ou seja, voltadas para a alimentação.
Também não há registros de contaminação da doença a partir do consumo de frango ou ovos devidamente preparados, afirma a OMS. As aves são: Trinta-réis-de-bando, Trinta-réis-real, Gaivota-de-cabeça-cinza, Corujinha-do-mato, Trinta-réis-boreal, Biguá, Atobá-pardo, Fragata, Cisne-de-pescoço-preto e Gavião preto. Nos estados do Espírito Santo; 20 focos, Rio de Janeiro; 7 focos, São Paulo; 1 foco, Rio Grande do Sul; 1 foco e Bahia; 1 foco.